# Innan vi dör
Innan vi dör is een Zweedse dramaserie die van start ging in op 15 januari 2017 op de SVT en bestond uit 10 afleveringen. Op 13 oktober 2019 ging het tweede seizoen, met acht afleveringen, van start. De serie werd in België ook bij Canvas uitgezonden. Internationaal werd de serie uitgebracht onder de naam Before we die. 

## Verhaallijn
Hanna Svensson werkt voor de politie van Stockholm en bestrijdt de georganiseerde misdaad. Haar zoon Christian, met wie ze een moeilijke relatie heeft, wordt betrokken bij een zaak en infiltreert bij de Kroatische maffia. 

## Rolverdeling

### Hoofdrollen
Legenda
 = Hoofdrol
 = Bijrol
 = Gastrol
 = Geen rol
| Marie Richardson      | Hanna Svensson    | 10 | 8 | 18 |
| Adam Pålsson          | Christian Pravdic | 10 | 8 | 18 |
| Magnus Krepper        | Björn Isaksson    | 10 | 8 | 18 |
| Małgorzata Pieczyńska | Dubravka Mimica   | 9  | 8 | 17 |
| Sandra Redlaff        | Blanka Mimica     | 9  | 7 | 16 |
| Alexej Manvelov       | Davor Mimica      | 10 | 4 | 14 |
| Sofie Ledarp          | Tina Wiik         | 10 |   | 10 |
| Peshang Rad           | Sefan Vargid      | 8  | 1 | 9  |
| Maria Sundbom         | Lena Hermansson   |    | 8 | 8  |
| Antti Reini           | Lasse Wiking      |    | 8 | 8  |
| Stefan Sauk           | Jan Hermansson    |    | 6 | 6  |